# Rio do Esteiro
O Rio do Esteiro é um pequeno rio da Póvoa de Varzim e por isso é, por vezes, conhecido como ribeiro do Esteiro que desagua na freguesia de A Ver-o-Mar que nasce no monte da Cividade, na freguesia de Terroso. Esteiro é o nome dado a braço de mar que se estende pela terra ou estuário.
Dado ser um pequeno rio sempre teve uma ecologia frágil, sendo de destacar a existência de enguias. A poluição do pequeno rio por parte da população local levou a que a Câmara Municipal cobrisse uma boa parte do curso com um passeio em madeira. No entanto, com o passar do tempo o rio continua com vários problemas e a solução que foi encontrada não é considerada por alguns a melhor.
O projecto Futuro Sustentável do Grande Porto prevê recuperar todo rio desde a sua nascente em Terroso até à foz. Junto ao parque da Cidade foi recuperada, onde o percurso foi recuperado, colocadas pontes,naturalizado e, em parte do percurso foi feito um lago através do aprionamento de parte do caudal, hoje relevante para aves migratórias. A Câmara Municipal da Póvoa de Varzim iniciou a recuperação da Foz em Novembro de 2014.
1. ↑  Começaram as obras de reabilitação da Foz do rio Esteiro - C.M. Pòvoa de Varzim